# Nationaal park Stirling Range
Het Nationaal park Stirling Range omvat het Stirlinggebergte in de regio Great Southern in West-Australië. Het ligt ongeveer 337 kilometer ten zuidoosten van Perth en 80 kilometer ten noorden van Albany.

## Geschiedenis
De oorspronkelijke bewoners van het gebied waren de Mineng en Goreng Aborigines van de Nyungah. Zij leefden er reeds tienduizenden jaren en noemden het gebergte Koi Kyenunu-ruff. Dat betekent "mist bewegend rond de bergen". De vlakten rond het gebergte waren een belangrijke bron voor voedsel voor de Aborigines. De vrouwen verzamelden er zaden, wortels en fruit terwijl de mannen er op kangoeroes en andere dieren jaagden.
De eerste Europeaan die het gebergte vermeldde was ontdekkingsreiziger Matthew Flinders op 5 januari 1802 toen hij de zuidkust van Australië verkende. Hij noemde de meest oostelijke en hoogste bergtop van het gebergte Mount Rugged. Alexander Collie verkende het gebied in 1831 met zijn gids Mokare en noteerde de aboriginesnamen van een aantal bergtoppen. Het jaar erop leidde Robert Dale een expeditie naar het gebergte en beklom de bergtop Toolbrunup.
In 1835 werd het gebergte door John Septimus Roe vernoemd naar West-Australiës eerste gouverneur, James Stirling. In 1881 werd de Toolbrunup nogmaals beklommen. John Forrest en Henry Samuel Ranford lieten een steenmannetje achter op de top. De grenzen van het nationaal park werden in 1908 voor het eerst voorgesteld door Jas Hope, hoofdtekenaar van het departement ruimtelijke ordening, en goedgekeurd door N.J. Moore, toenmalig minister van ruimtelijke ordening.
Het nationaal park werd officieel opgericht in juni 1913 en was toen het derde nationale park in Australië. Pas in 1964 zou de eerste parkwachter er worden aangeduid. Op 15 december 2006 werd het nationaal park Stirling Range Australisch nationaal erfgoed.

## Beschrijving
Het nationaal park omvat het Stirlinggebergte, een keten van bergen en heuvels die zich van west naar oost over vijfenzestig kilometer uitstrekt. Het gebergte begint aan de autoweg tussen Mount Barker en Cranbrook in het westen en loopt tot Gnowangerup in het oosten. Bluff Knoll - de hoogste bergtop in het zuidwesten -, Toolbrunup en een silhouet dat "de slapende prinses" wordt genoemd en zichtbaar is vanaf het Porongurupgebergte zijn haar opvallendste kenmerken. Het gebergte heeft vijf bergtoppen die hoger zijn dan duizend meter.
Wandelen, rappel en zweefvliegen zijn veel beoefende recreatieve activiteiten in het park. Kamperen is enkel toegelaten op de Moingupkamplaats en is betalend. Op een aantal bergtoppen liggen wandelpaden:
- Bluff Knoll (1.095m)
- Mount Hassell (847m)
- Mount Magog (856m)
- Mount Trio (856m)
- Talyuberlup Peak (783m)
- Toolbrunup (1.052m)

De Stirling Range Ridge Walk is een zesentwintig kilometer lang wandelpad waar men meestal twee dagen voor uittrekt en loopt langs Bluff Knoll en Ellen Peak.
Nadat het een trend werd om op de top van de Bluff Knoll uit de kleren te gaan riepen mensen uit de lokale aboriginesgemeenschap op om daar een eind aan te maken. Bluff Knoll heet Bular Mial in de aboriginestaal wat "vele ogen" betekent. De Aborigines geloven dat de geesten van hun voorouders nog aanwezig zijn in de bergen en er over hen waken. Ze vinden dat daar uit de kleren gaan respectloos is.

## Fauna en flora
Het nationaal park beschermt een van de rijkste vegetaties ter wereld en behoort tot de top 35 inzake biodiversiteit. Nationaal park Stirling Range wordt internationaal erkend als een biodiversiteitshotspot.

### Flora
Dankzij de lage vruchtbaarheid van de bodem groeien er in het park meer dan vijftienhonderd plantensoorten waarvan er zevenentachtig endemisch zijn. Er worden vijf plantengemeenschappen onderscheiden met scrubland en heide op de hogere hoogten en woodland, drasland en zoutmeergemeenschappen op de lagere hellingen en vlakten. Zesentwintig plantensoorten stonden in 1999 opgelijst als bedreigd:
- Nemcia lehmannii (vermoedelijk uitgestorven)
- Andersonia axilliflora
- Caladenia bryceana
- Darwinia oxylepis
- Deyeuxia drummondi
- Drakaea confluens
- Dryandra montana
- Leucopogon gnaphalioide
- Persoonia micranthera
- Banksia brownii
- Conostylis misera
- Darwinia collina
- Darwinia wittwerorum

- Daviesia pseudaphylla
- Dryandra anaton
- Lambertia fairallii
- Sphenotoma drummondii
- Verticordia harvey
- Acacia awestonian
- Adenanthos pungens
- Darwinia macrostegia
- Darwinia meeboldii
- Darwinia Stirling Range
- Darwinia squarrosa
- Verticordia carinata
- Xyris exilis

### Fauna
Het nationaal park wordt door BirdLife International gecategoriseerd als een Important Bird Area (IBA) omdat er populaties van de bedreigde dunsnavelraafkaketoe en de vroeger bedreigde westelijke zwiepfluiter leven en omdat de bedreigde langsnavelraafkaketoe het gebergte aandoet.
Inheemse zoogdieren zoals de buideleikelmuis en de westelijke grijze reuzenkangoeroe leven in het park. Verscheidene soorten die in het begin van de 20e eeuw nog voorkwamen waaronder de langoorbuideldas, Lesueurborstelstaartkangoeroerat, zwartstaartbuidelmarter, zuidelijke stekelstaartkangoeroe, kleine penseelstaartbuidelmuis, Perameles bougainville en de Pseudocheirus occidentalis werden de laatste decennia van de 20e eeuw niet meer in het park aangetroffen. De numbat werd in 1999 terug uitgezet. Er leven meer dan honderdveertig vogelsoorten in het park.
In de diepe donkere geulen die rijk aan schaduw zijn leven verscheidene oeroude soorten landslakken, valdeurspinnen en enorme aardwormen die nog uit Gondwana afkomstig zijn en miljoenen jaren oud zijn. In 2015 werden nog vier nieuwe soorten valdeurspinnen ontdekt in het park.

### Bedreigingen
Het nationaal park lijdt onder wortelrot die planten aantast en daardoor de habitat van de dieren. In Australië staat wortelrot bekend als "dieback". De bezoekers worden gevraagd op de wandelpaden te blijven. Schoenen en banden van wagens dient men te reinigen alvorens het park te betreden.
Een andere bedreiging zijn uitheemse en verwilderde dieren. Vossen, wilde katten en loslopende honden doden inheemse dieren. Viermaal per jaar wordt gifaas uitgegooid boven het park. Katten worden gevangen nabij recreatieplaatsen en neergeschoten door parkwachters. Wilde herbivoren als konijnen, huismuizen en zwarte ratten komen ook voor in het park en kunnen de flora aantasten maar werden in 1999 niet als een bedreiging gezien.
Alexander Morrison · 
Avon Valley · 
Badgingarra · 
Bandiln͟gan (Windjana Gorge) · 
Beelu · 
Boorabbin · 
Brockman · 
Cape Arid · 
Cape Le Grand · 
Cape Range · 
Cliff Spackman · 
Collier Range · 
Dan͟ggu · 
D'Entrecasteaux · 
Dimalurru (Tunnel Creek) · 
Drovers Cave · 
Drysdale River · 
Eucla · 
Fitzgerald River · 
Francois Peron · 
Frank Hann · 
Gloucester · 
Goldfields Woodlands · 
Goongarrie · 
Gooseberry Hill · 
Greater Beedelup · 
Greenmount · 
Hassell · 
Hidden Valley · 
John Forrest · 
Kalamunda · 
Kalbarri · 
Karijini · 
Karlamilyi · 
Kennedy Range · 
Lawley River · 
Leeuwin-Naturaliste · 
Lesmurdie Falls · 
Lesueur · 
Millstream-Chichester · 
Mitchell River · 
Moore River · 
Mount Augustus · 
Mount Frankland · 
Mount Roe-Mount Lindesay · 
Nambung · 
Neerabup · 
Peak Charles · 
Porongurup · 
Purnululu · 
Scott · 
Serpentine · 
Shannon · 
Sir James Mitchell · 
Stirling Range · 
Stokes · 
Tathra · 
Torndirrup · 
Tuart Forest · 
Unnamed (Nr. 17519) · 
Unnamed (Nr. 46400) · 
Walpole-Nornalup · 
Walyunga · 
Warren · 
Watheroo · 
Waychinicup · 
Wellington · 
West Cape Howe · 
William Bay · 
Wolfe Creek Meteorite Crater · 
Yalgorup · 
Yanchep
Overzicht Nationale parken in:
 Australië · New South Wales · Noordelijk Territorium · Queensland · Zuid-Australië · Tasmanië · Victoria · West-Australië